# بي. تومي أندرسون
بي. تومي أندرسون (بالسويدية: B. Tommy Andersson)‏ هو موزع وعازف بيانو وملحن سويدي، ولد في 26 يوليو 1964 في بوروس في السويد.

## وصلات خارجية
- الموقع الرسمي
- بي. تومي أندرسون على موقع ميوزك برينز (الإنجليزية)
- بي. تومي أندرسون على موقع ديسكوغز (الإنجليزية)